# 輪島射矢
輪島 射矢（わじま いりや、1985年10月12日 - ）は、北海道出身の元プロバスケットボール選手で、指導者。現役時代のポジションはガード。身長175cm、体重75kg。

## 来歴
札幌市立陵北中学校、札幌光星高校、南イリノイ大学新潟校、サンタフェコミュニティカレッジ、アップルスポーツカレッジを経て、東京アパッチの練習生、ABAのアトランタ・ビジョン、EBAのノーウォーク・トルホープ・トレイルブレイザーズ、千葉エクスドリームスに所属した後、2012年7月、リンク栃木ブレックスと育成契約を結んだ。2013年5月3日までにTGI D-RISEと契約を更新した。
2014年に山形ワイヴァンズ、2015年には当時bjリーグに所属していた福島ファイヤーボンズに移籍した後、2017年に新潟アルビレックスBBでは通訳兼任で移籍した。2018年にアースフレンズ東京Zに移籍。2021年に現役引退。直後にB1昇格・B2優勝を果たした群馬クレインサンダーズのアシスタントコーチ兼スキルコーチに就任した。
2011年にはアップルスポーツカレッジの全国専門学校大会6連覇に貢献した。
2022年オフ、香川ファイブアローズのアシスタントコーチ兼スキルコーチに就任した。